# 新幹線E8系電力動車組
新幹線E8系電動列車是東日本旅客鐵道（JR東日本）於2024年3月16日投入營業的新干线直行特急（迷你新干线）用列車，將主要行駛山形新幹線。

## 概要
E8系在2020年3月3日由JR東日本發佈，將行駛山形新幹線直通東北新幹線的直通特急列車，替代現行的E3系。届時山形新幹線列車的最高營運速度將由E3系的每小時275公里提升到E8系的300公里，並在東北新幹線路段改爲與時速較高的E5系併結行駛，縮短來往東京及山形的所需時間。首列車在2023年1月26日出廠，於2月24日首度公開內裝及外觀，并在2024年春季投入服務。

## 构造

### 设计概念
列車內外均由工業設計師奥山清行、川崎車輛合作设计。列車以「編織豐饒的風土及心意」爲設計概念。根據JR東日本的描述，E8系的設計繼承上一代車輛植根山形地區的形象，把山形美麗的風土和處於遠方人們之心靈連繫起來。

### 外观
車頭鼻形採用跟E6系類似的「箭線型」設計，車頭長9米，較E3系長了3米，但比E6系的13米爲短，以在提速及載客量之間取得平衡。
E8系的車輛塗裝設計跟E3系2014年版塗裝一樣，由白、紫、紅三色構成，車體主色爲「藏王白」；車頭及車頂漆上「鴛鴦紫」；側面貫穿列車的色帶配以「紅花黃」色。

### 转向架
全車採用能夠抑制振動的電氣式主動懸掛系統，以改善乘車的舒適度。

### 车內设备

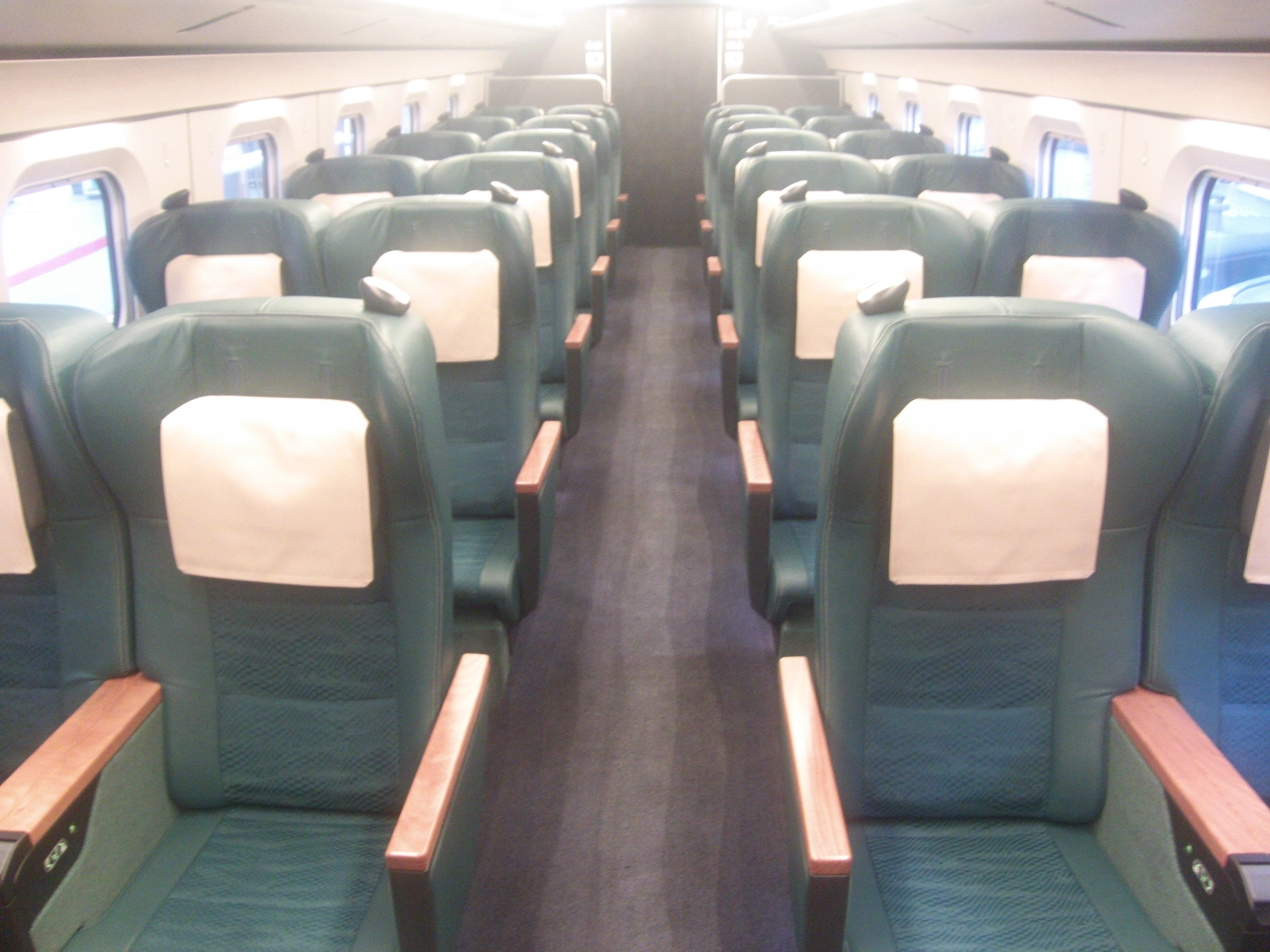
綠色車廂
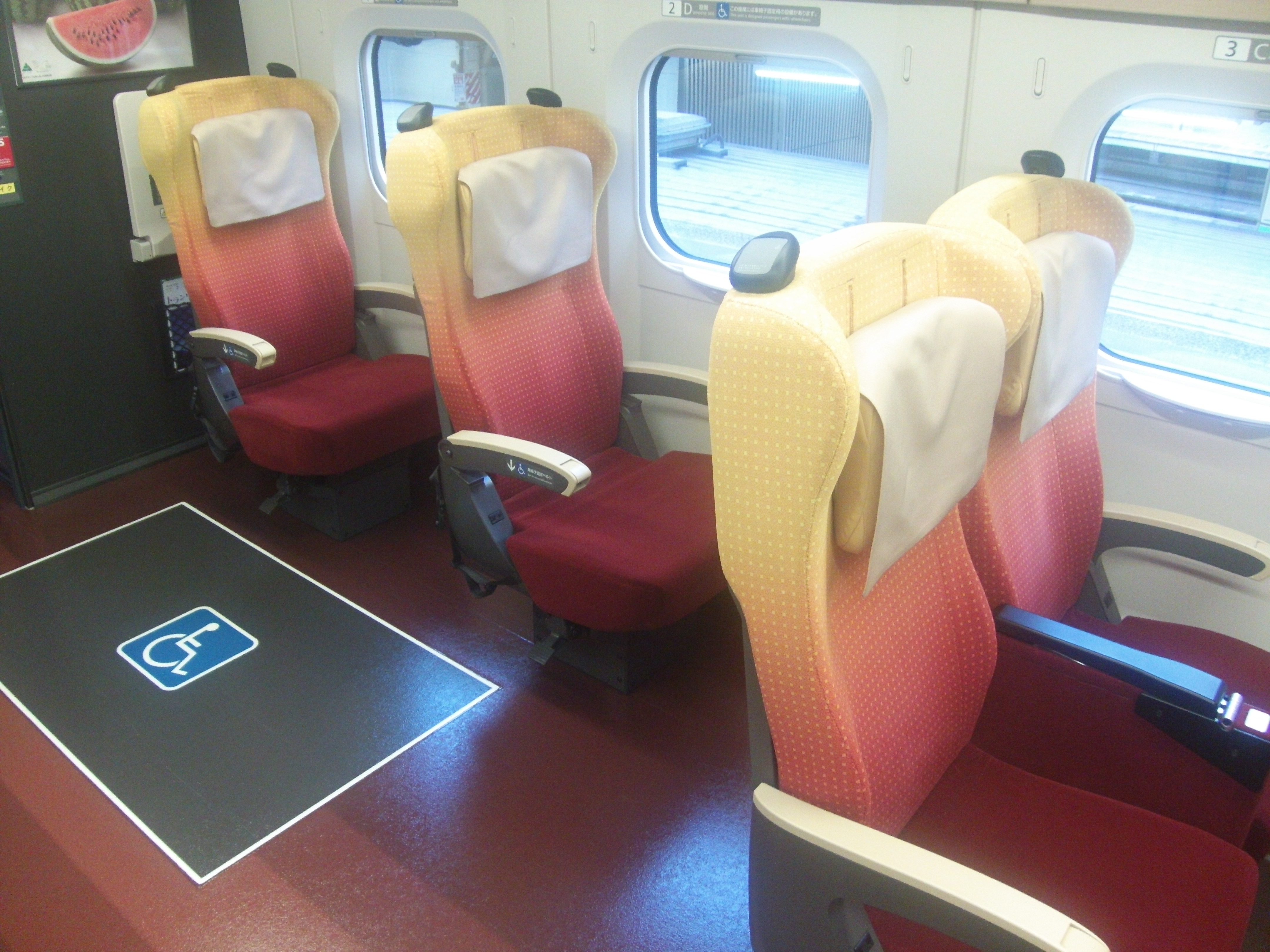
普通車
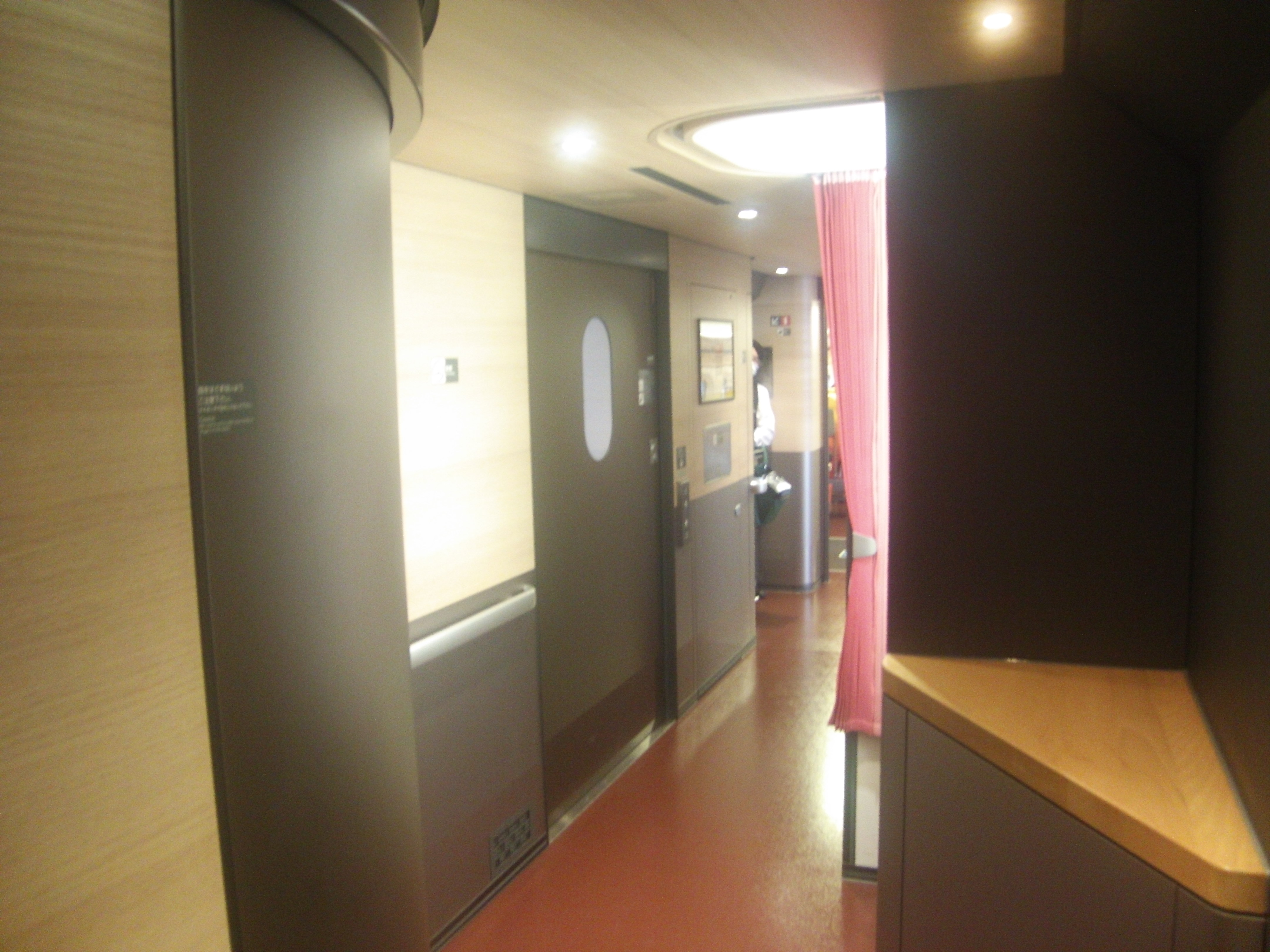
無障礙盥洗室外的通道
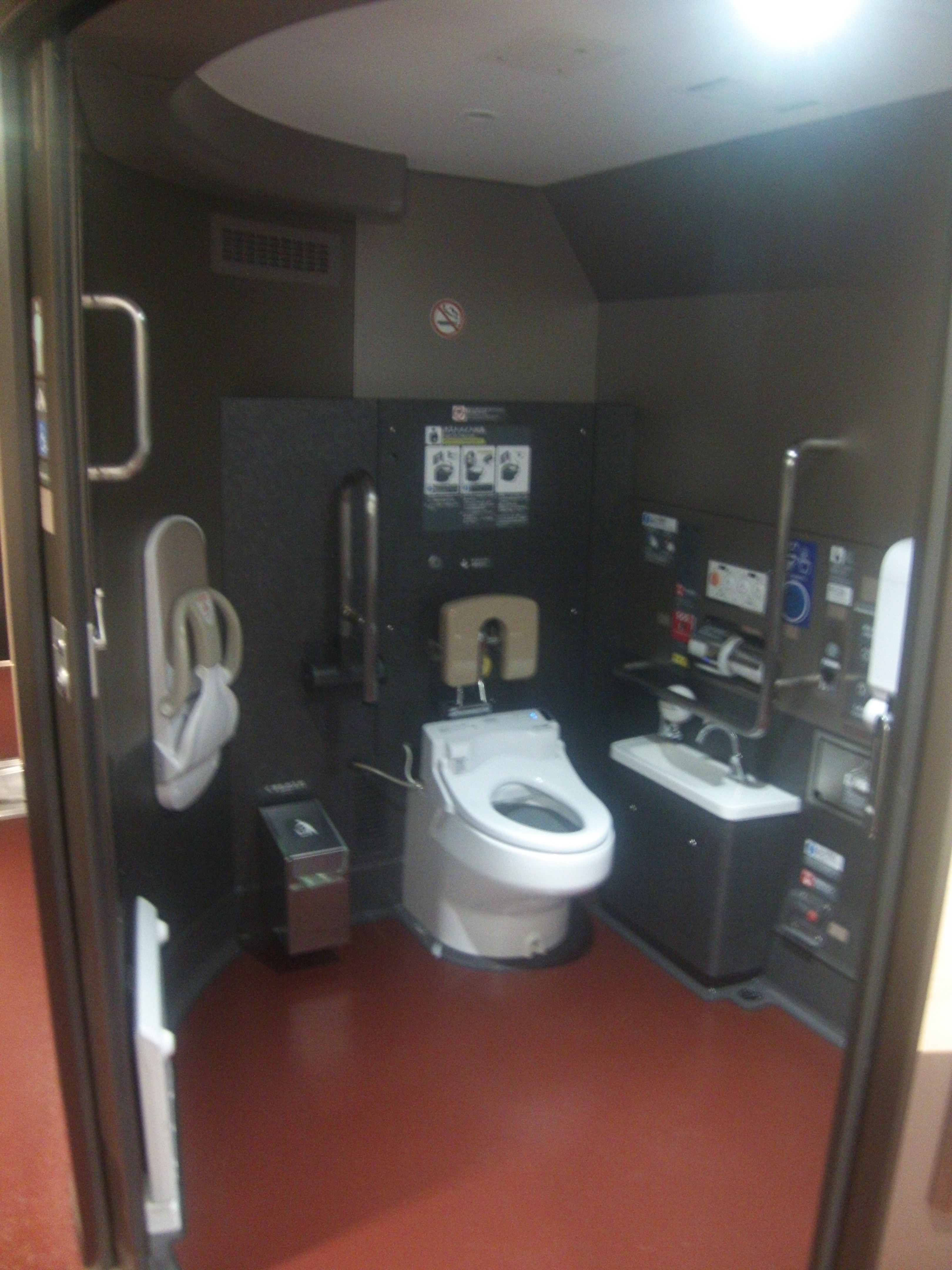
無障礙盥洗室

每列7輛編組之列車設置包括綠色車廂及普通車廂2種等級之車廂，載客量爲355人（後減為352人），較上一代的E3系減少39座。
包括普通车厢在内，全列車每個座位均設置交流電插座，並提供車内免費Wi-Fi服務。車廂内及車廂間走廊都設有監控閉路電視。
考虑到冬季时会有许多日本国外游客以及滑雪爱好者携带大件行李及滑雪板乘车，因此在每節車廂均设置了大件行李摆放区。
原計劃設置3個輪椅停放空間，其中普通車設有2個。2020年10月「關於促進老年人、殘疾人等移動等的順暢化的法律」（高齢者、障害者等の移動等の円滑化の促進に関する法律）修訂，新規定要求定員500人以下的列車至少設置4個輪椅停放空間，因此普通車的輪椅停放空間被擴大成3個，列車定員因此從計劃的355人下降至352人。

#### 座席
绿色车厢（Green Car）
採用2＋2佈局之可電動調節的座椅。設有頭枕、讀書燈、餐桌以及交流電插座。
以藍綠色爲主題，靈感源自月山針葉林及最上川之水
普通车厢
採用2＋2佈局之座椅。設有頭枕、摺疊扶手、飲料甁架、摺疊桌以及交流電插座。
以紅色及黃色爲主題，靈感源自紅花

## 型式及車型
E8系為5M2T編組。考慮到與E5系並結運轉，車廂編號為11-17號車廂。
E811形 (Msc)
11號車廂，東京方向的動力駕駛車，設有分割・併合装置。本車廂為綠色車廂，定員26名。
E821形 (Mc)
17號車廂，山形．新庄方向的動力駕駛車，定員42名。
E825形
0番台 (M1)
13號車廂，定員66名。
100番台 (M2)
14號車廂，設有盥洗室，定員62名。
E827形 (M3)
15號車廂，設有盥洗室，定員62名。
E828形 (T1)
12號車廂，搭載集電弓的拖車。設有3席輪椅席、無障礙盥洗室、多功能室，定員36名。
E829形 (T2)
16號車廂，搭載集電弓的拖車，設有盥洗室，定員58名。

### E8系（G編成）編成表
2023年（令和5年）至今的編組方式。
|      |      | ←東京方向山形・新方向→ | ←東京方向山形・新方向→ | ←東京方向山形・新方向→ | ←東京方向山形・新方向→ | ←東京方向山形・新方向→ | ←東京方向山形・新方向→ | ←東京方向山形・新方向→ |
| ---- | ---- | ---------------------- | ---------------------- | ---------------------- | ---------------------- | ---------------------- | ---------------------- | ---------------------- |
| 号車 | 号車 | 11                     | 12                     | 13                     | 14                     | 15                     | 16                     | 17                     |
| 形式 | 形式 | E811形 (Msc)           | E828形 (T1)            | E825形 (M1)            | E825形 (M2)            | E827形 (M3)            | E829形 (T2)            | E821形 (Mc)            |
| 番台 | 番台 | 0番台                  | 0番台                  | 0番台                  | 100番台                | 0番台                  | 0番台                  | 0番台                  |
| 座席 | 座席 | 綠色車廂               | 普通車                 | 普通車                 | 普通車                 | 普通車                 | 普通車                 | 普通車                 |
| 定員 | 定員 | 26                     | 36                     | 66                     | 62                     | 62                     | 58                     | 42                     |

## 大規模故障
2025年6月17日上午11時24分，從上野開往盛岡的回送列車（E8系G11編組單獨運轉）於宇都宮～那須塩原間故障停車，一度無法自力移動，導致東北新幹線東京＝仙台區間停駛5個半小時。初步檢查顯示故障是補助電源装置引起，而在當日稍晚又有3編組的E8系被發現補助電源装置故障。事後E8系被限制不可單獨運轉，山形新幹線「翼」號也因車輛不足需要減班或縮短行駛區間
6月25日，JR東日本發表聲明，在故障車輛內發現補助電源装置的半導體出現損壞，致使主變換裝置與馬達均斷電進而令列車失去動力。而在後續的檢查中，一列留置於東京車輛中心的E8系也出現類似損壞。由於損壞原因仍然不明，7月9日JR東日本在發布調查進展的同時，宣布將原本停放在山形車輛中心、未有故障的E8系調往東北新幹線（與E5系連結）以加強東北新幹線的輸送能力。
7月22日，JR東日本發布調查結論。調查指出，在G7編成及之後後製造的車輛上，補助電源装置與動力控制回路採用更大的控制電流；在此條件下，保護裝置在溫度上升時會在較低的溫度就認定過載而切斷動力，令補助電源装置承受過大的電流而損毀。而採用類似控制電路設計的E6系則沒有發現此類問題。為此G7及更晚製造的編組需要調整控制電路與保護裝置才能回歸營業運轉，而未有此問題的G1至G6編成則在8月1日解除需連結運轉的限制。